# Catocala pacta
Catocala pacta és una espècie de papallona nocturna de la subfamília Erebinae i la família Erebidae. Es troba al sud de Suècia, est de Finlàndia, Polònia, els Estats bàltics i les regions de l'Ural i de l'Amur al sud del Tibet.
Fa 42-52 mm d'envergadura alar. Els adults volen de juliol a setembre.
Les larves s'alimenten d'espècies de Salix, incloent Salix caprea i Salix cinerea.

## Subespècies
- Catocala pacta pacta
- Catocala pacta deserta Kozhanchikov, 1925